# Per Wästberg

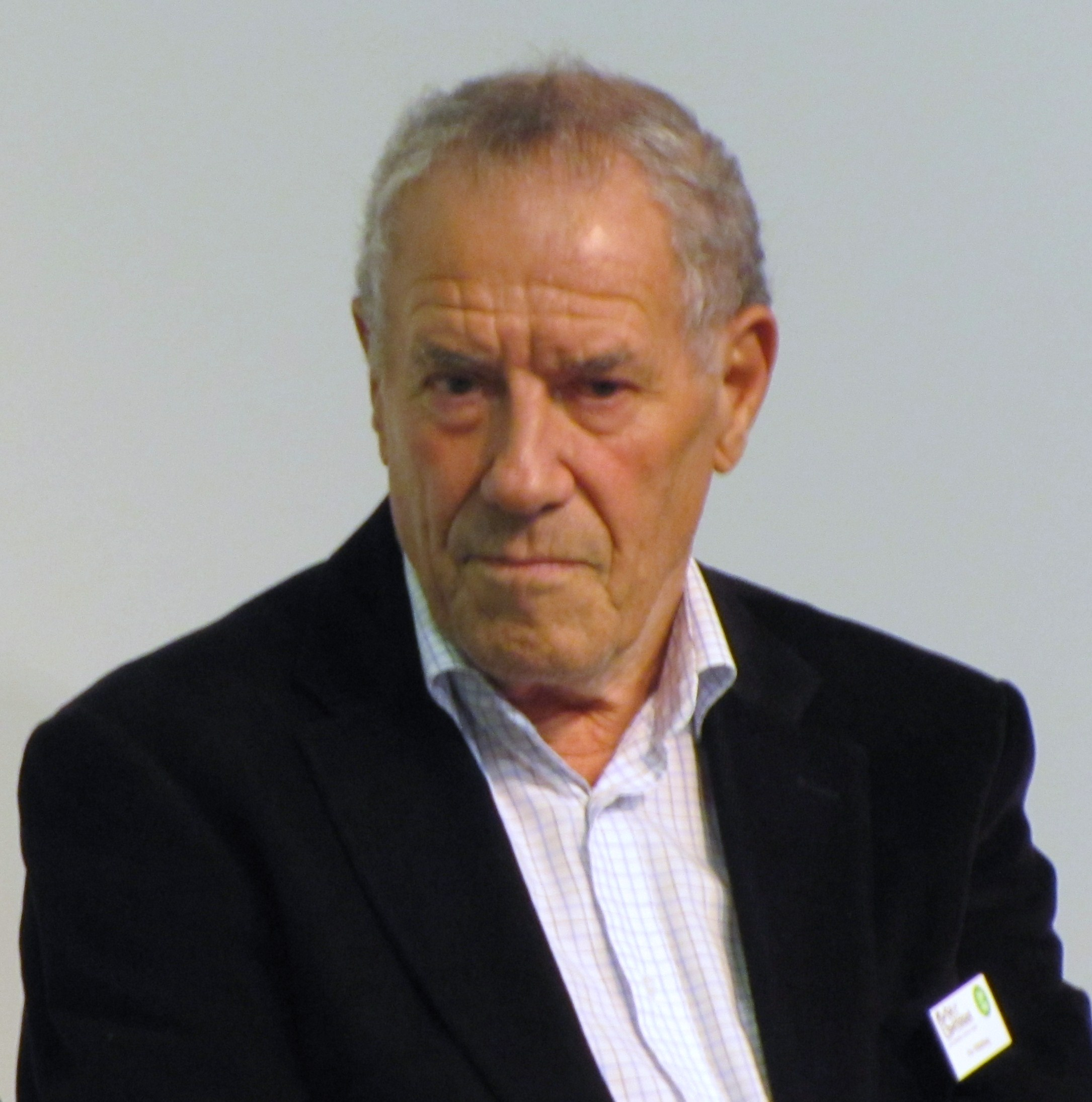
Per Wästberg (2010)

Per Wästberg [ˌpæːɹ ˈvɛsːtbæɹʝ] (* 20. November 1933 in Stockholm) ist ein schwedischer Schriftsteller und Journalist. 

## Leben
Ab 1953 war Wästberg Kulturjournalist bei der schwedischen Zeitung Dagens Nyheter. Von 1976 bis 1982 war Wästberg Chefredakteur der schwedischen Tageszeitung Dagens Nyheter in Stockholm.
Vom 21. Juli 1979 bis 1986 und noch einmal interimistisch von Dezember 1989 bis Mai 1990 war er Präsident des internationalen PEN-Clubs. In seinen sozialkritischen Romanen und Reportagen schilderte er die Freiheitssuche in einer materiellen Scheinwelt. Auch gab er afrikanische Literatur heraus. Per Wästberg ist Mitglied der Schwedischen Akademie seit 1997.
Per Wästberg war Co-Gründer von Amnesty International Schweden, trat aber am 10. August 2022 wegen eines umstrittenen Berichts von Amnesty International über die Kampftaktik der ukrainischen Armee im Krieg Russlands gegen die Ukraine vom 4. August 2022 zurück.

## Werke
- Gelöste Liebe (1969)
- Auf der schwarzen Liste (1960)